# Nado sincronizado no Campeonato Mundial de Esportes Aquáticos de 2017 - Combinação rotina livre
A prova da combinação rotina livre é um dos eventos do Campeonato Mundial de Esportes Aquáticos de 2017 que foi realizado entre os dias 20 de julho e 22 de julho de 2017 na cidade de Budapeste, na Hungria. 

## Calendário
| Fase          | Data        | Hora  |
| ------------- | ----------- | ----- |
| Eliminatórias | 20 de julho | 19:00 |
| Final         | 22 de julho | 11:00 |

## Medalhistas
| Ouro | Prata | Bronze |
| China · Chang Hao · Feng Yu · Guo Li · Liang Xinping · Tang Mengni · Wang Liuyi · Wang Qianyi · Xiao Yanning · Yin Chengxin · Yu Lele | Ucrânia · Maryna Aleksiiva · Vladyslava Aleksiiva · Valeriia Aprielieva · Oleksandra Kashuba · Yana Nariezhna · Anastasiya Savchuk · Alina Shynkarenko · Kseniya Sydorenko · Anna Voloshyna · Yelyzaveta Yakhno | Japão · Sakiko Akutsu · Juka Fukumura · Yukiko Inui · Minami Kono · Kei Marumo · Kanami Nakamaki · Mai Nakamura · Kano Omata · Yuriko Osawa · Asuka Tasaki |

## Resultados
| Pos.              | Nacionalidade   | Eliminatória | Eliminatória | Final       | Final       |
| Pos.              | Nacionalidade   | Pontos       | Pos.         | Pontos      | Pos.        |
| ----------------- | --------------- | ------------ | ------------ | ----------- | ----------- |
| Medalha de ouro   | China           | 95.5333      | 1            | 96.1000     | 1           |
| Medalha de prata  | Ucrânia         | 93.1667      | 2            | 94.0000     | 2           |
| Medalha de bronze | Japão           | 92.9667      | 3            | 93.2000     | 3           |
| 4                 | Itália          | 90.7333      | 4            | 91.6667     | 4           |
| 5                 | Espanha         | 90.2000      | 5            | 90.6667     | 5           |
| 6                 | México          | 87.5333      | 6            | 88.7333     | 6           |
| 7                 | Grécia          | 86.0000      | 7            | 87.0000     | 7           |
| 8                 | França          | 85.3000      | 8            | 85.0667     | 8           |
| 9                 | Coreia do Norte | 84.3333      | 9            | 84.2000     | 9           |
| 10                | Bielorrússia    | 82.3667      | 10           | 83.4000     | 10          |
| 11                | Suíça           | 81.7333      | 11           | 82.0333     | 11          |
| 12                | Cazaquistão     | 81.0333      | 12           | 82.0000     | 12          |
| 13                | Alemanha        | 79.1000      | 13           | Não avançou | Não avançou |
| 14                | Uzbequistão     | 76.8333      | 14           | Não avançou | Não avançou |
| 15                | Eslováquia      | 75.4667      | 15           | Não avançou | Não avançou |
| 16                | Macau           | 71.0000      | 16           | Não avançou | Não avançou |

Legenda
| Recorde mundial       | Recorde mundial (World record)               |                       | Recorde africano                      | Recorde africano (African) |                                           | Q | Classificado por posição (Qualified) |
| Recorde do campeonato | Recorde do campeonato (Championship record)  | Recorde da América    | Recorde da América (Americas)         | q                          | Classificado por melhor tempo (Qualified) |   |                                      |
| Melhor marca do ano   | Melhor marca do ano (World leading)          | Recorde asiático      | Recorde asiático (Asian)              | DNS                        | Não largou (Did not start)                |   |                                      |
| Recorde nacional      | Recorde nacional (National record)           | Recorde europeu       | Recorde europeu (European)            | DNF                        | Não terminou (Did not finish)             |   |                                      |
| Recorde pessoal       | Recorde pessoal do atleta (Personal best)    | Recorde da Oceania    | Recorde da Oceania (Oceania)          | DSQ / DQ                   | Desclassificado (Disqualified)            |   |                                      |
| Recorde da temporada  | Recorde da temporada do atleta (Season best) | Recorde sul-americano | Recorde sul-americano (South America) | NM                         | Sem marca (No mark)                       |   |                                      |